# Christina Friedrich

Christina Friedrich

Christina Friedrich (* 10. April 1965 in Nordhausen) ist eine deutsche Regisseurin, Schriftstellerin und Zeichnerin.

## Leben
Nach der Ausbildung zur Facharbeiterin für Hydrogeologie in Johanngeorgenstadt und dem Abitur an der Abendschule in Erfurt studierte Friedrich Regie an der Hochschule für Schauspielkunst „Ernst Busch“ Berlin. Ihre ersten Inszenierungen entstanden während des Studiums am Berliner Arbeiter-Theater (bat), am Deutschen Theater Berlin und am Nationaltheater Weimar.
Intendant Klaus Pierwoß engagierte sie unmittelbar im Anschluss an ihr Studium als Hausregisseurin ans Bremer Theater, wo sie u. a. die Deutsche Erstaufführung von Tony Kushners Perestroika inszenierte. Danach arbeitete Christina Friedrich als Regisseurin in Deutschland, Israel, Österreich und der Schweiz. Unter anderem inszenierte sie die Uraufführungen der Romane Feuchtgebiete von Charlotte Roche und Rummelplatz von Werner Bräunig, sowie die Schweizer Erstaufführung Schnee von Orhan Pamuk.
Von 2000 bis 2006 war Friedrich zunächst Dozentin, dann Professorin für Regie an der Hochschule für Schauspielkunst „Ernst Busch“ in Berlin, später dann Dozentin für Regie und Schauspiel unter anderem in Aix-en-Provence, der Theaterakademie in Warschau, der Universität von Tel Aviv, der Hochschule für Musik und Theater Felix Mendelssohn Bartholdy in Leipzig, der Hochschule für Film und Fernsehen Konrad Wolf in Potsdam, der Zürcher Hochschule der Künste, am Mozarteum Salzburg, Matsumoto Performing Arts Center Japan, an der Technischen Universität Berlin und der Akademie für Darstellende Kunst Baden-Württemberg, sowie für Bühnen- und Kostümbild an der Technischen Universität Berlin. 2018 war sie Artist in Residence am Institut Francais in Fès, Marokko.
Ab 2011 arbeitete sie gemeinsam mit Michael Brauchli an der Performance Keep Me in Mind, einer unmittelbaren Auseinandersetzung mit gelebter Wirklichkeit und deren Zeitzeugen, in der die Lebensgeschichten sieben Überlebender der Shoah von Boten und Botinnen weiter erzählt werden. Nach ihrer Uraufführung in Israel hatte die Performance in Deutschland, Frankreich, Kanada, Litauen und Polen Premiere.
Christina Friedrichs erster Roman Morgen muss ich fort von hier erschien 2008, Der Keller 2021 und Die Herrlichkeit der Fischerinnen 2024.
Christina Friedrich ist Mutter einer Tochter und wohnt in Berlin.

## Inszenierungen
- Leonce und Lena von Georg Büchner, Domsporthalle Erfurt, 1988
- Molly Bloom von James Joyce, Deutsches Theater Berlin, 1992 (gemeinsam mit Friedo Solter)
- Vatermord von Arnolt Bronnen, Deutsches Nationaltheater Weimar, 1993
- Stella von Johann Wolfgang von Goethe, bat Berlin, 1993
- Macbeth von William Shakespeare, Deutsches Nationaltheater Weimar, 1994
- Die Geschichte vom Soldaten von Igor Strawinsky, Berliner Philharmonie, 1994
- Engel in Amerika von Tony Kushner, Bremer Theater, 1994
- Engel in Amerika, Teil zwei: Perestroika von Tony Kushner (Deutsche Erstaufführung), Bremer Theater, 1995
- Black Rider von Tom Waits, Robert Wilson und William S. Burroughs, Deutsches Nationaltheater Weimar, 1995
- Lulu von Frank Wedekind, Bremer Theater, 1995
- Woyzeck von Georg Büchner, Bremer Theater, 1996
- Probeinterview zum Thema Freiheit von Margarita Arbatowa, Theater Bonn, 1996
- Clockwork Orange von Anthony Burgess, Bremer Theater, 1996
- Romeo und Julia von William Shakespeare, Lokschuppen Bremen, 1997
- Leonce und Lena von Georg Büchner, Theater Krefeld Mönchengladbach, 1998
- Glaube Liebe Hoffnung von Ödön von Horváth, Theater Bonn, 1999
- Blaubart – Hoffnung der Frauen von Dea Loher, Staatstheater Hannover, 1999
- Angst von John von Düffel und Christina Friedrich, Theater Bonn, 2000
- Faster! Pussycat! Kill! Kill! von Alexa Hennig von Lange und Christina Friedrich nach dem gleichnamigen Film von Russ Meyer (Uraufführung), Junges Theater Göttingen, 2001
- Bier für Frauen von Felicia Zeller (Uraufführung), Staatstheater Mainz, 2001
- Der Geizige von Molière, Staatstheater Mainz, 2001
- Cooking with Elvis von Lee Hall, Maxim Gorki Theater Berlin, 2001
- Tricks and Treats von Lars Norén (Deutschsprachige Erstaufführung), Staatstheater Mainz, 2002
- Miss Sara Sampson von Gotthold Ephraim Lessing, Staatstheater Mainz, 2004
- Die sexuellen Neurosen unserer Eltern von Lukas Bärfuß, Theater Ulm, 2005
- Draußen vor der Tür von Wolfgang Borchert, Staatstheater Mainz, 2005
- Auf dem Land von Martin Crimp, Theater Ulm, 2005
- Die Hochzeit des Figaro von Pierre-Augustin Caron de Beaumarchais, Landestheater Linz, Koproduktion mit der Anton Bruckner Universität Linz, 2007
- Der Sturm von William Shakespeare, Luzerner Theater, 2007
- Fightclub nach dem gleichnamigen Roman von Chuck Palahniuk (Deutsche Erstaufführung) in einer Bühnenfassung von Christina Friedrich, neues theater Halle, 2007
- Feuchtgebiete nach dem gleichnamigen Roman von Charlotte Roche (Uraufführung) in einer Bühnenfassung von Christina Friedrich, neues theater Halle, 2008
- Geschichten aus dem Wiener Wald von Ödön von Horváth, Deutsches Theater Göttingen, 2008
- Was Ihr wollt von William Shakespeare, Mozarteum Salzburg, 2008
- Schnee von Orhan Pamuk (Schweizer Erstaufführung) in einer Bühnenfassung von Christina Friedrich, Luzerner Theater, 2009
- Willkommen in der Schweiz. Ein letztes Abendmahl von Christina Friedrich (Uraufführung), Luzerner Theater, 2010
- Rummelplatz nach dem gleichnamigen Roman von Werner Bräunig (Uraufführung) in einer Bühnenfassung von Christina Friedrich, Deutsches Theater Göttingen, 2010
- Der blaue Vogel von Maurice Maeterlinck (Schweizer Erstaufführung), Universität der Künste Zürich, 2011
- Keep Me in Mind von Christina Friedrich und Michael Brauchli (Uraufführung), Premieren in Haifa, Tel Aviv, Berlin, Vilnius und Montreal, 2011–2014
- Galaxy 21 von Christina Friedrich (Uraufführung), Pfalztheater Kaiserslautern, 2014
- Der Fremde nach dem gleichnamigen Roman von Albert Camus in einer Bühnenfassung von Christina Friedrich, Societaetstheater Dresden, 2015
- Der Zauberberg nach dem gleichnamigen Roman von Thomas Mann in einer Bühnenfassung von Christina Friedrich, Theater Trier, 2015
- Die Stunde da wir nichts voneinander wussten von Peter Handke, Pfalztheater Kaiserslautern, 2016
- Keep Me in Mind von Christina Friedrich und Michael Brauchli (Uraufführung), Premieren in Marseille und Warschau, 2016
- Zone von Christina Friedrich, Spielfilm 2024[6]

## Buchveröffentlichungen
- Morgen muss ich fort von hier, Verlag C.H.Beck, München 2008.
- Der Keller, S. Marix Verlag, Wiesbaden 2021.
- Die Herrlichkeit der Fischerinnen, S. Marix Verlag, Wiesbaden 2024.

## Lehrtätigkeit
- 2000–2006: Gastprofessur für Schauspielregie, Hochschule für Schauspielkunst Ernst Busch Berlin
- 2003: Gastdozentur Schauspiel, Theaterakademie Warschau
- 2004–2007: Gastdozentur Masterstudiengang Bühnen- und Kostümbild, Technische Universität Berlin
- 2005: Meisterkurs Schauspielregie, Matsumoto Performing Arts Center Japan
- 2006: Gastdozentur Schauspiel, Tel Aviv University / The Department of Theatre Arts
- 2006: Meisterkurs Schauspielregie, Matsumoto Performing Arts Center Japan
- 2007: Inszenierung Abschlussproduktion Die Hochzeit des Figaro von Pierre-Augustin Caron de Beaumarchais, Anton Bruckner Universität Linz
- 2007: Inszenierung Fightclub von David Fincher (Deutsche Erstaufführung), Hochschule für Musik und Theater Felix Mendelssohn Bartholdy Leipzig, Schauspielstudio Halle
- 2008: Gastprofessur Schauspiel, Universität Mozarteum Salzburg
- 2008: Inszenierung Was Ihr wollt von William Shakespeare, Universität Mozarteum Salzburg
- 2008: Inszenierung Feuchtgebiete von Charlotte Roche (Uraufführung), Hochschule für Musik und Theater Felix Mendelssohn Bartholdy Leipzig, Schauspielstudio Halle
- 2010: Gastdozentur Schauspiel, Hochschule für Musik und Theater Felix Mendelssohn Bartholdy Leipzig, Schauspielstudio Halle
- 2010: Gastdozentur Schauspiel, Tel Aviv University / The Department of Theatre Arts
- 2010: Gastdozentur Schauspiel, Hochschule für Film und Fernsehen Konrad Wolf Potsdam
- 2011: Gastdozentur Schauspiel, Tel Aviv University / The Department of Theatre Arts
- 2011: Inszenierung Der blaue Vogel von Maurice Maeterlinck, Abschlussproduktion Bachelor Schauspiel, Zürcher Hochschule der Künste
- 2011: Gastprofessur für Schauspielregie, Hochschule für Schauspielkunst Ernst Busch Berlin
- 2012: Gastdozentur Produktion Keep Me in Mind, Tel Aviv University / The Department of Theatre Arts
- 2013–2015: Künstlerische Leitung / Mentorierung Ludwigsburger Interventionen, Akademie für Darstellende Kunst Baden-Württemberg
- 2017: Lehrauftrag ECV – Creative School & Community Aix-en-Provence